# Basílica de Majencio
La Basílica de Majencio o de Majencio y Constantino (en latín, Basilica Maxentii et Constantini), a veces conocida como Basilica Nova ("basílica nueva"), es un antiguo edificio que se encuentra en Roma, Italia. Fue comenzada por el emperador romano Majencio a principios del siglo IV y terminada por Constantino I, vencedor de Majencio. Este monumento es el último y más grande edificio de la época imperial construido en esta parte de Roma, en el corazón de la ciudad. Es probablemente, en volumen, la sala más grande construida en la Antigüedad.

## Ubicación

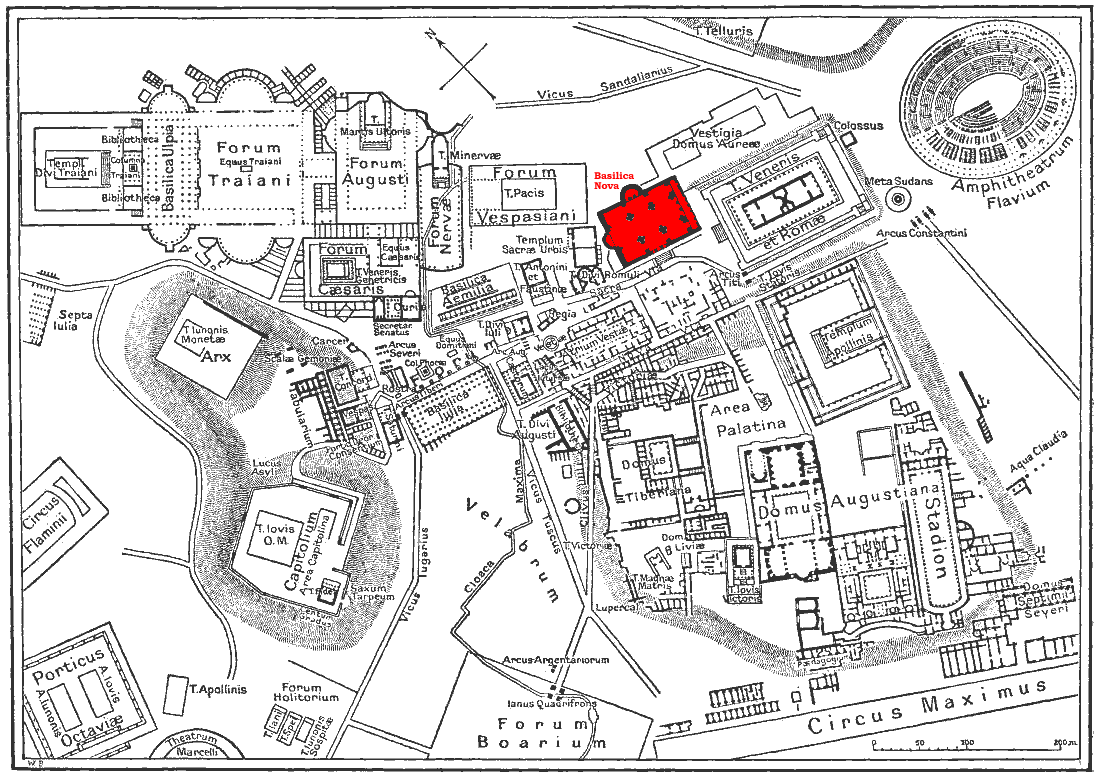
Ubicación de la basílica en el Foro Romano.

Esta basílica civil se erigió en el centro monumental de Roma, en la antigua colina de la Velia, que unía el Monte Palatino con el Esquilino. No forma parte del Foro Romano en sentido estricto, pese a que actualmente se encuentra en la zona arqueológica que lo incluye, que se extiende hasta las laderas de la colina Velia, sino que está justo al lado del mismo. Esta basílica civil fue construida junto a la vía Sacra, entre el Foro Romano propiamente dicho y el templo de Venus y Roma.

## Función
En la Antigua Roma, la basílica era uno de los edificios romanos más importantes destinado a la administración de justicia, y a los tratos comerciales. Pudo haber numerosas estatuas de los dioses exhibidas en hornacinas situadas en los muros. La función predominante de esta basílica en concreto fue albergar la actividad judicial del prefecto urbano, el cargo administrativo más importante de la ciudad en la época bajoimperial. En el siglo IV, el Secretarium Senatus, la sede del tribunal utilizado para los procesos relacionados con los miembros del Senado, se trasladó desde la Curia Julia hasta la zona del ábside septentrional de la basílica de Majencio.
Bajo Constantino y sus sucesores, este tipo de edificio fue elegido como base para el diseño de grandes lugares de culto cristiano, presumiblemente porque la forma basilical tenía menos asociaciones paganas que las de los diseños de los templos greco-latinos tradicionales, y permitía reunir amplias congregaciones. Es por eso que el término basílica acabó convirtiéndose en sinónimo de una gran iglesia o catedral.

## Historia
En las fuentes antiguas a la basílica se la llamaba Basilica Nova, Basilica Constantini o Basílica Constantiniana.

### Antigüedad

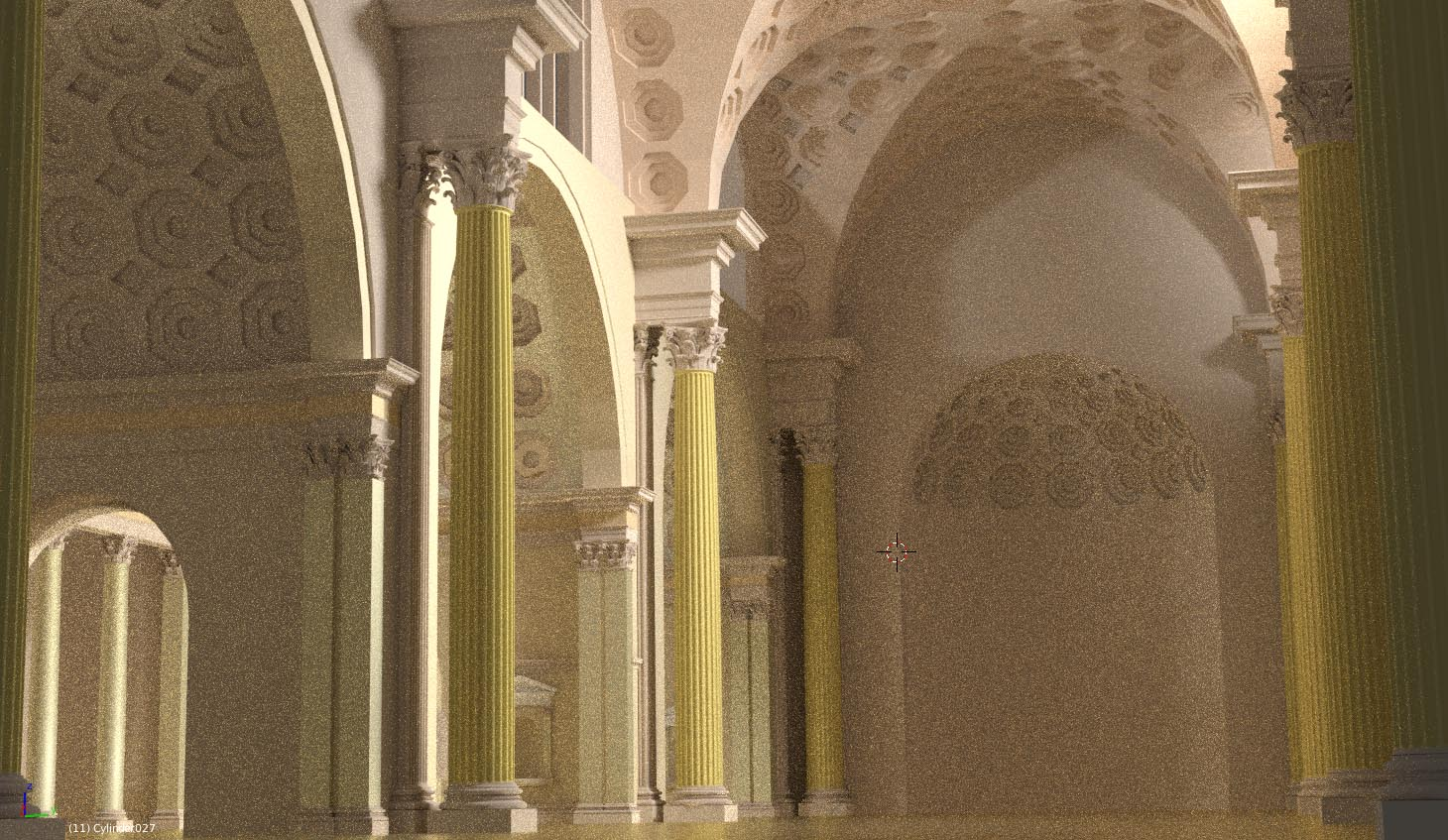
Aspecto probable del interior de la basílica de Majencio. Hay que destacar, a la derecha, los tres arcos colosales, que han llegado a nuestros días.

La construcción comenzó en el lado septentrional del foro bajo el emperador Majencio a principios del siglo IV (308-312), pero no fue terminada hasta el año 312, después de que Constantino derrotara a Majencio en la batalla del puente Milvio. Constantino no sólo terminó la edificación, sino que también la modificó.  El edificio se erigió cerca del templo de la Paz, en aquella época probablemente abandonado, y del templo de Venus y Roma, cuya reconstrucción fue una de las intervenciones urbanísticas de Majencio.
Tanto las excavaciones, como la planta de la Forma Urbis Severiana han demostrado que en este punto se alzó antiguamente un gran complejo de almacenaje de la época de Domiciano, simétricamente contrapuesto a otro análogo que se alzaba al otro lado de la Sacra via summa, ampliamente destruido durante las excavaciones del siglo XIX porque lo confundieron con una construcción medieval. Una parte de este edificio más antiguo estaba ocupada por los Horrea piperiana, los almacenes de pimienta y de las especias.

### Edad Media
Todo lo que queda hoy de la basílica es la nave septentrional con sus tres bóvedas de cañón hechas en hormigón. La nave lateral meridional y la central quedaron probablemente destruidas por el terremoto de 847. La posteridad arquitectónica de la basílica de Majencio es inmensa, y se inició ya en esta época: en el siglo XI se realizó una copia a escala 1/5, en el atrio de la abacial de San Valeriano y San Filiberto de Tournus. En 1349 la bóveda de la nave se derrumbó en otro terremoto.

### Edad Moderna

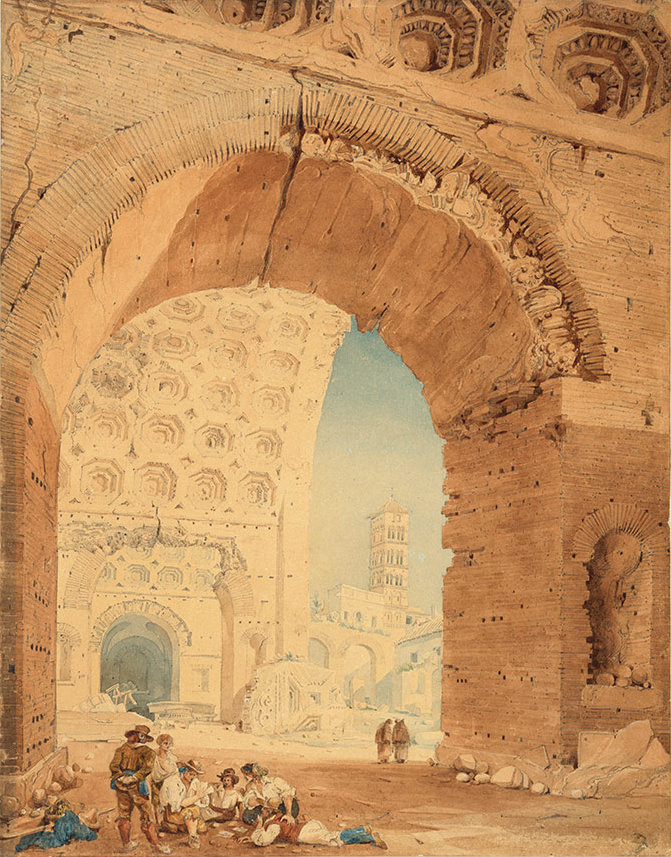
John Goldicutt, Vista de Roma, 1820. Acuarela sobre lápiz. The Huntington Library, Art Collections, y Botanical Gardens, Gilbert Davis Collection.

En el siglo XV se recuperaron fragmentos de mármol de la basílica, y hoy se conservan en el patio del Palacio de los Conservadores. En el Renacimiento, fue admirada por todos los grandes arquitectos y copiada para la nave de la basílica de San Pedro del Vaticano. La única columna que sobrevivió al terremoto, la llevó el papa Paulo V a la plaza de Santa María la Mayor en 1613, para erigir la columna de la Paz, donde se encuentra aún hoy en día.
De la basílica se perdió el nombre bien pronto, y los colosales restos se llamaron Templum urbis. Sólo a principios del siglo XIX fue nuevamente identificada por Antonio Nibby, que sostuvo al respecto, una viva polémica, con Carlo Fea. En los siglos XIX y XX, inspiró aún la arquitectura de numerosas estaciones, en Europa y en los Estados Unidos.
En la pared exterior de la basílica, de cara a la via dei Fori Imperiali, hay mapas contemporáneos que muestran diversas etapas del surgimiento del Imperio Romano que fueron añadidos durante el régimen fascista de Benito Mussolini. Un mapa que representaba el "Nuevo Imperio Romano" de Mussolini fue quitado del muro después de la guerra. Los eventos de lucha se celebraron aquí en los Juegos Olímpicos de Roma 1960.

## Descripción
El edificio tiene planta basilical, rectangular, elevada sobre una plataforma rectangular de hormigón, con unas dimensiones de 100 metros de largo por 65 metros de ancho. Está dividida en tres naves, siguiendo la orientación este-oeste. Su forma y su planta fue copiada en la era cristiana para construir las primeras iglesias, que se construyeron con planta rectangular de tres naves.
La nave central era más larga y más alta, con 80 por 25 m, que las laterales. Estaba cubierta por tres enormes bóvedas de arista o de crucería en opus caementicium, suspendidas a 35-39 metros sobre el suelo, apoyadas sobre cuatro grandes pilares de mármol proconesio de 14,5 metros de alto, cada una adosada a su terminación. Se levantó un entablamento de mármol, de lo que quedan sólo restos de los bloques parcialmente insertos en los muros.

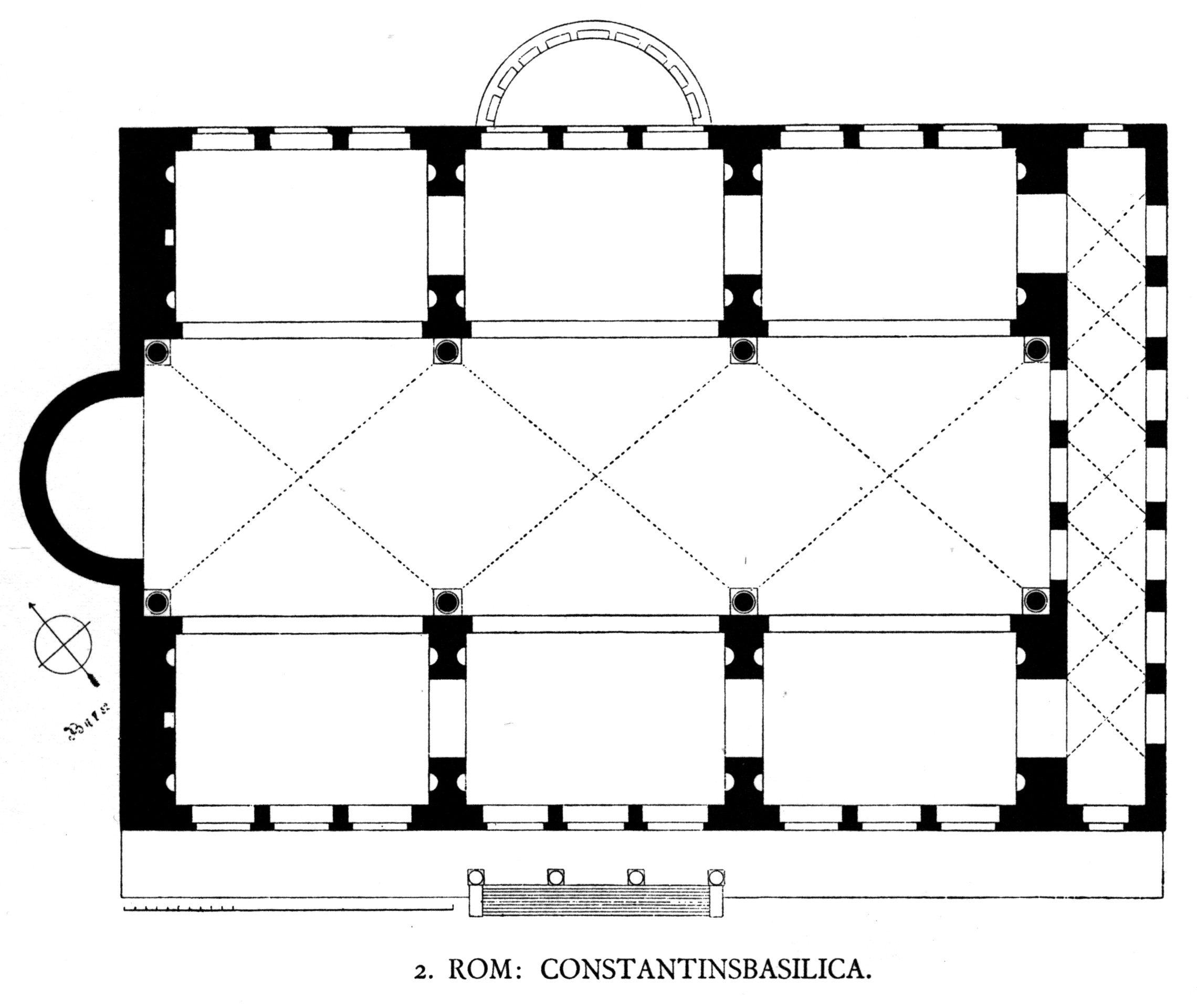
Reconstrucción de la planta: planta rectangular, con tres naves, orientación oeste-este.

Las naves laterales medían 16 metros de ancho por 24,5 m de alto. En lugar de ser las tradicionales, estaban divididas a su vez, en tres secciones, comunicadas entre sí y también hacia la nave central. Sus tres secciones están separadas y articuladas por ocho columnas monolíticas de mármol, de 14,5 metros de altura y 5,4 metros de circunferencia las más grandes de la antigua Roma. Las naves estaban cubiertas por tres bóvedas de cañón semicirculares perpendiculares a la nave. Las bóvedas de las naves estaban aligeradas mediante casetones octogonales aún visibles en la parte que sobrevive, que es la nave lateral septentrional. Como en las grandes termas imperiales, la basílica hizo uso del vasto espacio interior con su efecto emocional.
La entrada principal del proyecto de Majencio se encontraba en el lado este, de cara al Coliseo, precedida por una escalinata. El ingreso daba acceso a un vestíbulo de 8 metros de profundidad que bordeaba toda esta fachada oriental. En esta sala cinco entradas permitían el acceso a la basílica: tres a la nave central y una en cada una de las laterales. Esta entrada sobre el lado corto opuesto al ábside representa una disposición que fue luego típica de las primeras basílicas cristianas.
Justo al extremo opuesto, a la testera de la nave central, se abría un ábside precedido por dos columnas. Allí se colocó una estatua colosal, acrolito construido parte en mármol y parte en madera y bronce dorado, de 12 m de alto. La estatua representaba en origen al mismo Majencio y luego fue reformada con los rasgos de Constantino I. Algunas partes marmóreas que sobreviven fueron descubiertas en el año 1487 y se encuentran ahora en el patio del palacio de los Conservadores en el Campidoglio, en los Museos Capitolinos. Sólo la cabeza medía 2,60 m y el pie 2 m. La esquina noroeste de la basílica se añadía a la pared del foro de la Paz, desembocando de esa manera la vía de comunicación que existía con anterioridad entre el Foro Romano y la zona de Carinae (Suburra). Majencio había construido un pasadizo bajo esta esquina noroeste del edificio, de alrededor de cuatro metros de ancho por 20 de largo.
Tras su victoria sobre Majencio en el puente Milvio en 312, Constantino I encontró la basílica inacabada, y decidió reemprender la obra, pero modificando el proyecto inicial. Creó un nuevo eje norte-sur. Por el lado norte, construyó un segundo ábside, tan grande como el primero, con 15 metros de ancho. Es posible que se diseñara para superar problemas estructurales. Estaba cubierto por una bóveda de horno y en las paredes había nichos que albergaban estatuas sobre dos órdenes. Los nichos estaban encuadrados por edículos constituidos por pequeñas columnas que se apoyaban en ménsulas que salían de la pared. Sobre el fondo del ábside estaba realizado un podio en mampostería destinado a albergar el tribunal de los jueces. La intervención, habitualmente atribuida a la terminación por Constantino, en lugar de eso probablemente debe considerarse más tardía, probablemente en torno a finales del siglo IV, como parece probar el nivel más elevado de los cimientos del nuevo ábside.
Y en el lado sur, el que daba a la vía Sacra, abrió una segunda entrada. Esta entrada meridional fue descubierta durante las excavaciones del siglo XIX. Está constituida por un porche saliente (próstilo) con cuatro columnas (tetrástilo), con fustes en pórfido. Se accedía a esta entrada por una escalinata, construida para superar el desnivel entre la vía y la Velia. El color del edificio antes de quedar destruido era blanco. El edificio estaba dotado también por numerosos enlaces verticales: en el interior de la mampostería en el ángulo noroccidental estaba inserta una escalera de caracol, de la que hoy quedan cinco peldaños; otra debía encontrarse en el opuesto ángulo sudoriental.

### Materiales
Los materiales utilizados para la edificación de esta basílica fueron el hormigón, el ladrillo y el mármol.

### Estructura
El gran grosor de sus muros, de hasta 6 metros, y la enorme envergadura del edificio hizo de él en aquel momento uno de los monumentos más destacados de Roma. En la época de su construcción, fue la estructura más grande construida y de ese modo es un edificio único que asumía tanto aspectos de las termas romanas como de una típica basílica romana. En aquella época, usó las técnicas de ingeniería conocidas incluyendo innovaciones tomadas del Mercado de Trajano y las Termas de Diocleciano, que son el mejor ejemplo de las grandes salas termales. Las termas de Diocleciano se transformaron después en la basílica de Santa María de los Ángeles.

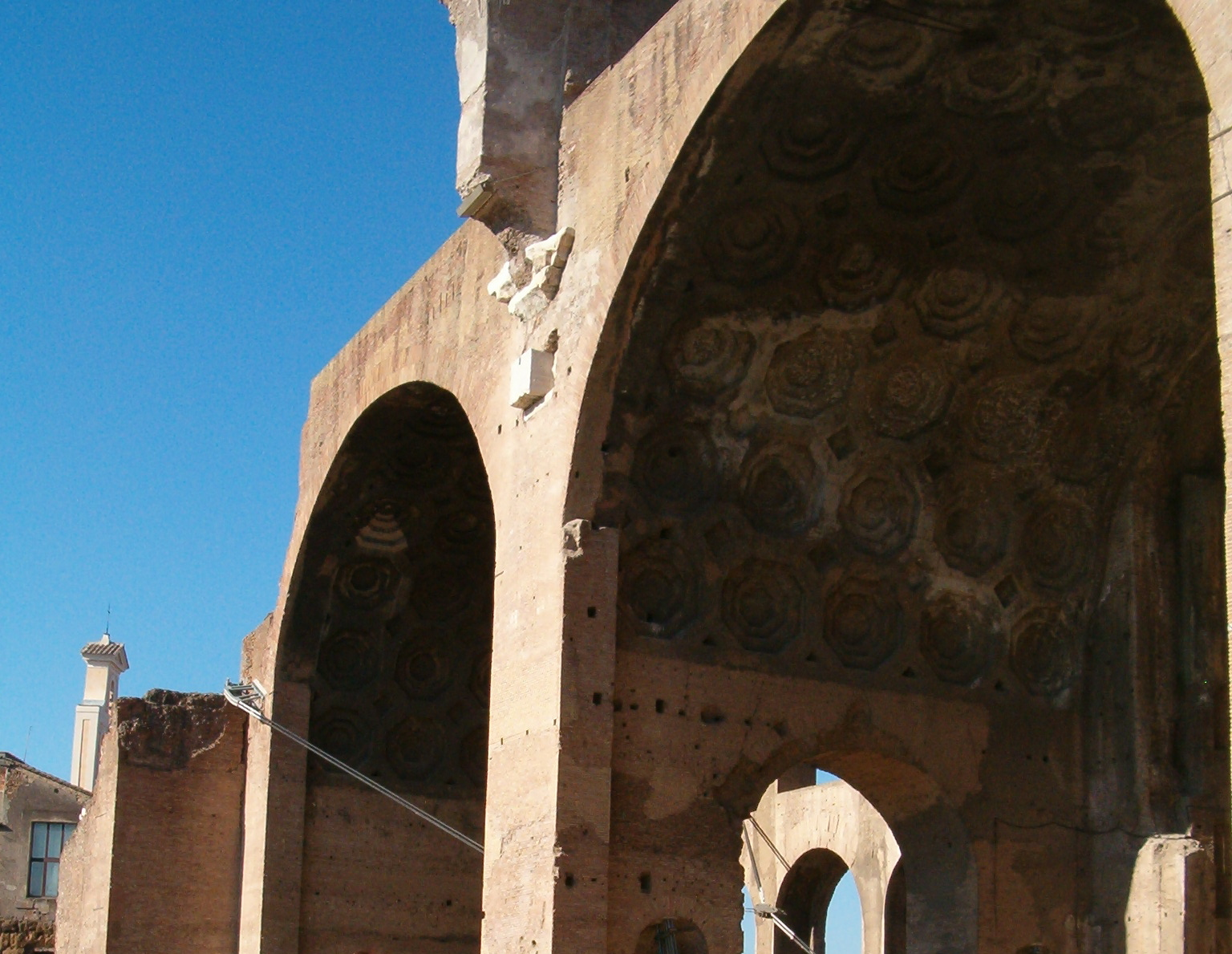
Detalle de la bóveda de cemento, aligerada con casetones

Es todo un ejemplo de la ingeniería romana. Se parece a muchas basílicas de la época como la basílica Ulpia, en que presentaba un enorme espacio abierto en la nave central. Pero, a diferencia de otras basílicas, en lugar de tener columnas que soportaran el tejado, todo el edificio fue construido usando arcos, una apariencia mucho más común en las termas romanas que en basílicas. Las bóvedas de arista que cubrían la nave central repartían el peso puntualmente a sendos contrafuertes. El espacio entre estos contrafuertes se aprovechó cubriéndose con bóvedas de cañón y acotándose con un muro sin función portante. Las fuerzas laterales de las bóvedas de arista eran soportadas por naves laterales. Así pues, la estructura de la basílica de Majencio es muraria, y las grandes columnas de mármol tienen una función estrictamente decorativa, la prueba es que han caído, y aún se conservan las ménsulas, o parte de ellas. 

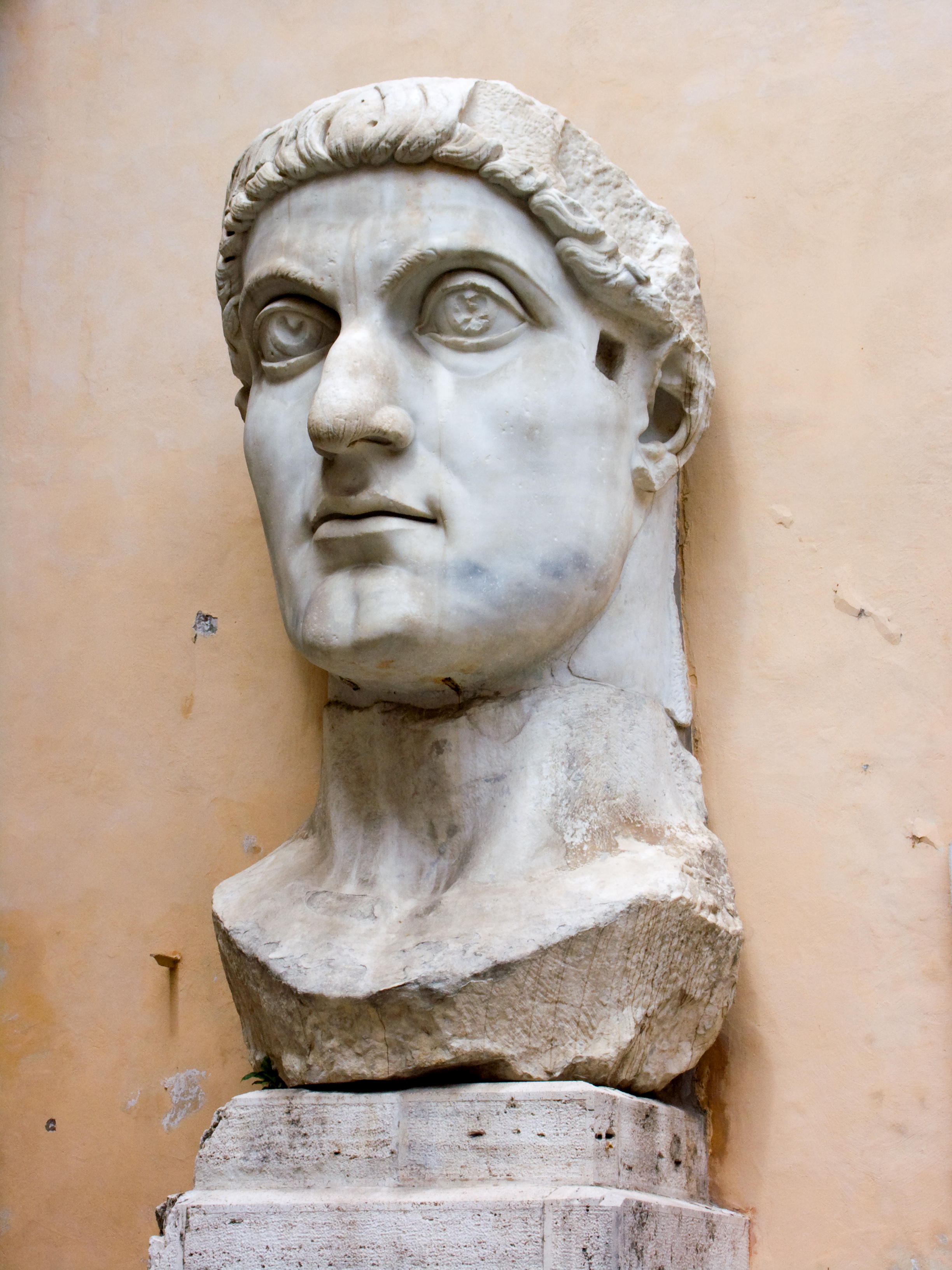
Cabeza de la estatua colosal de Constantino I.

Como los muros contrafuertes estaban sobredimensionados, se practicaron en ellos huecos y puertas que permitían el paso por las naves laterales mientras la nave central estaba ocupada en otras actividades. Otra diferencia respecto a las basílicas tradicionales es el tejado de la estructura. Mientras que las basílicas tradicionales tenían tejado plano, la de Majencio se construyó con un techo con casetones, disminuyendo el peso general de la estructura y minimizando las fuerzas horizontales ejercidas sobre los arcos exteriores. La iluminación procedía de las ventanas de las naves laterales, y de las ventanas semicirculares abiertas en la nave central, de mayor altura que las laterales.

### Decoración
La magnificencia de la decoración interior de este edificio era proporcional a su tamaño y a su carácter imponente. Los casetones hexagonales y octogonales del techo, además de tener esa misión de reducir el peso de las bóvedas de cañón cumplía una finalidad decorativa. En su interior, había estatuas. Una de ellas, ya mencionada, es la estatua colosal de Constantino en el ábside de la testera. Constantino también hizo que se pusieran inmensos Opus sectile en mármoles polícromos. Finalmente, el tejado estaba cubierto con tejas de bronce doradas.

## Galería de imágenes

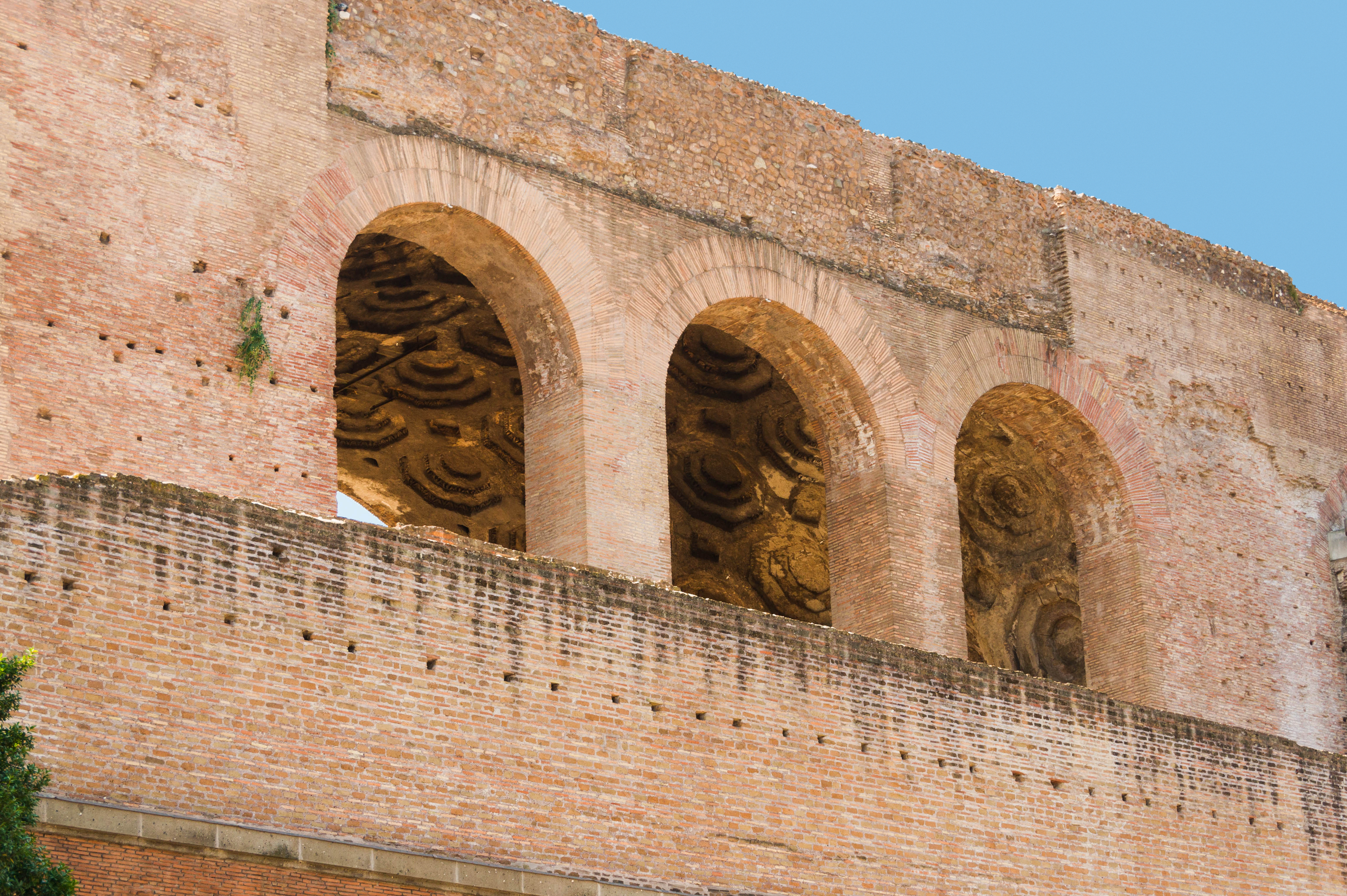
Vista trasera mostrando el ábside de Constantino I.
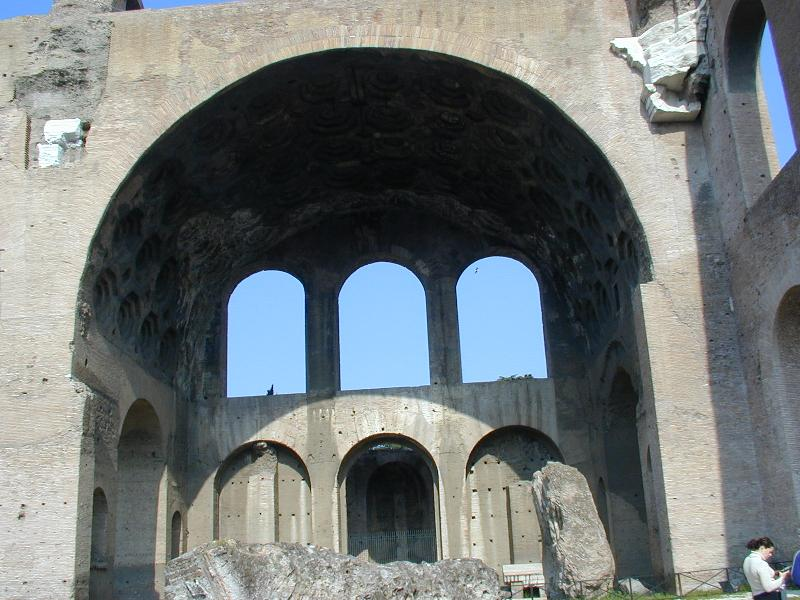
Vista desde la Via Sacra
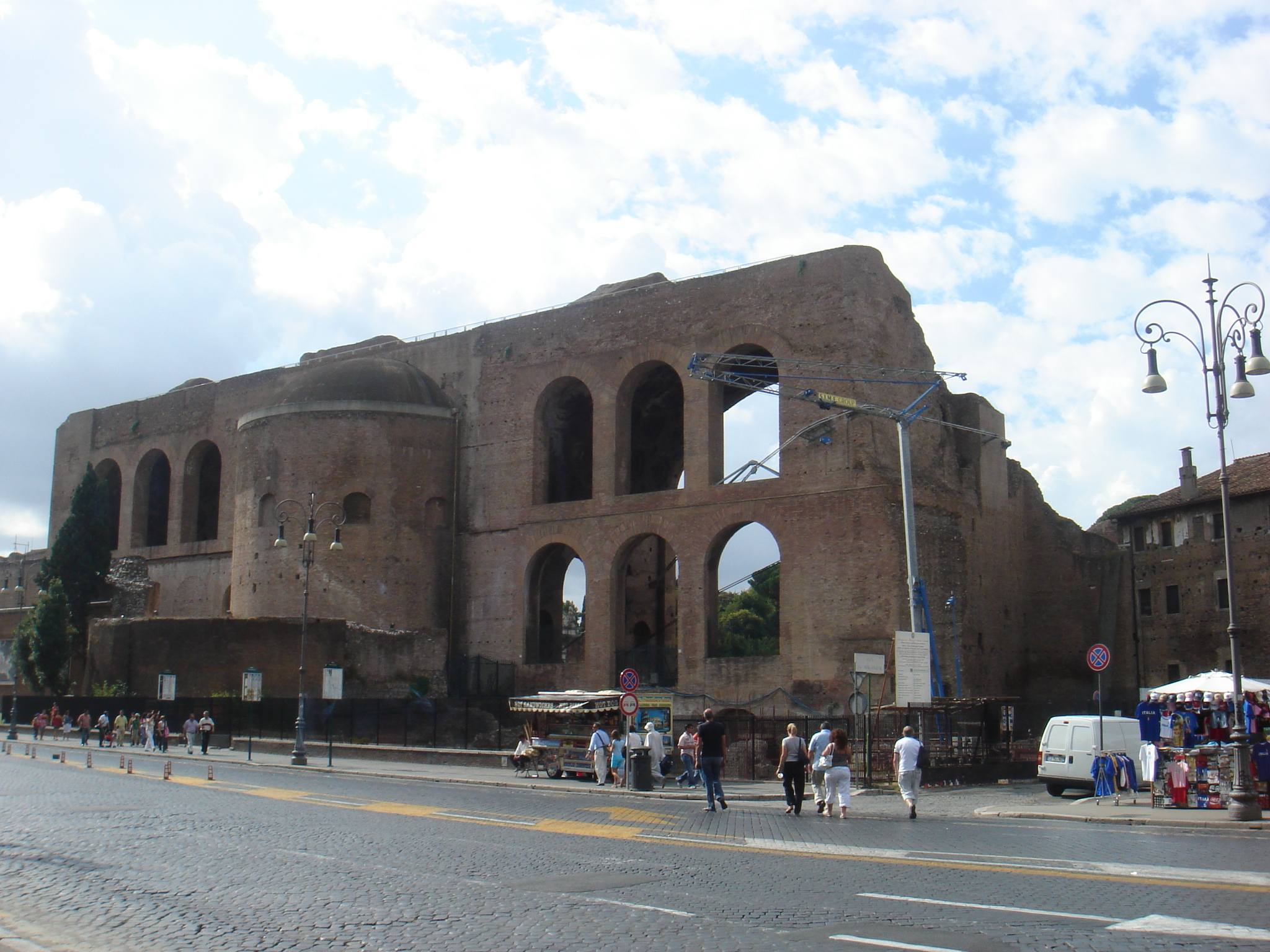
Vista de la vía de los Foros Imperiales
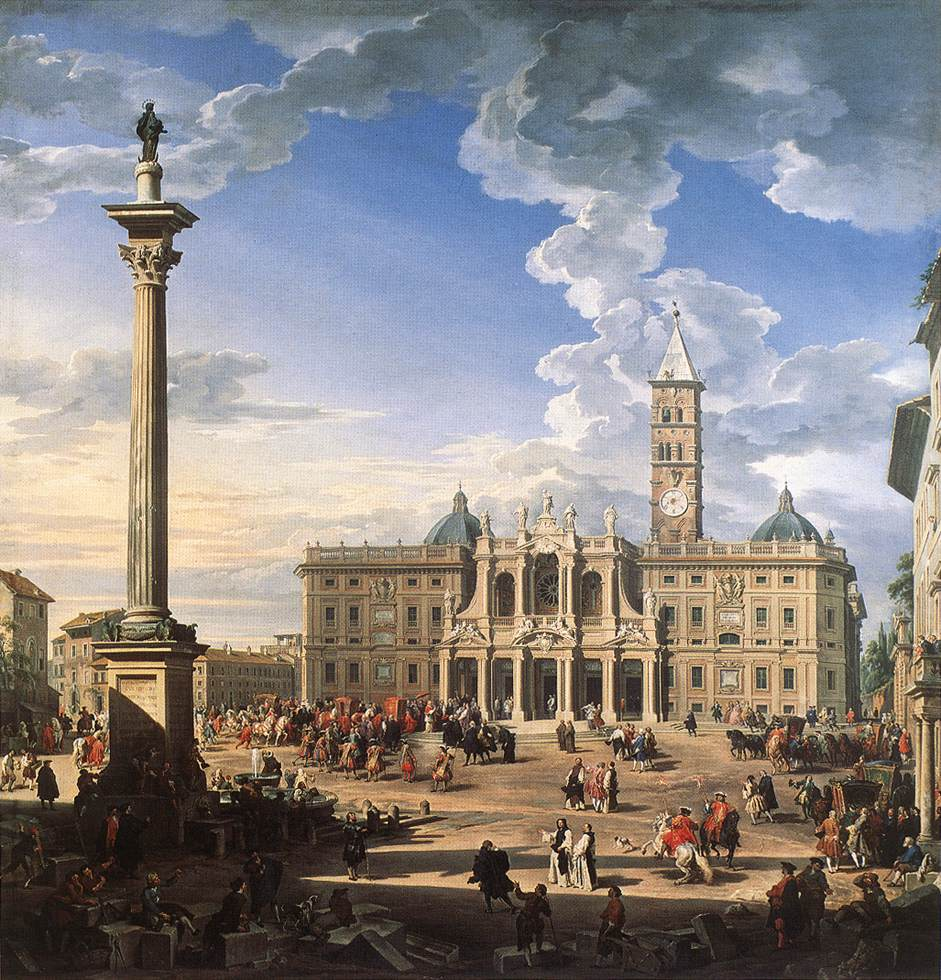
Plaza de Santa María la Mayor con la columna de la basílica de Majencio
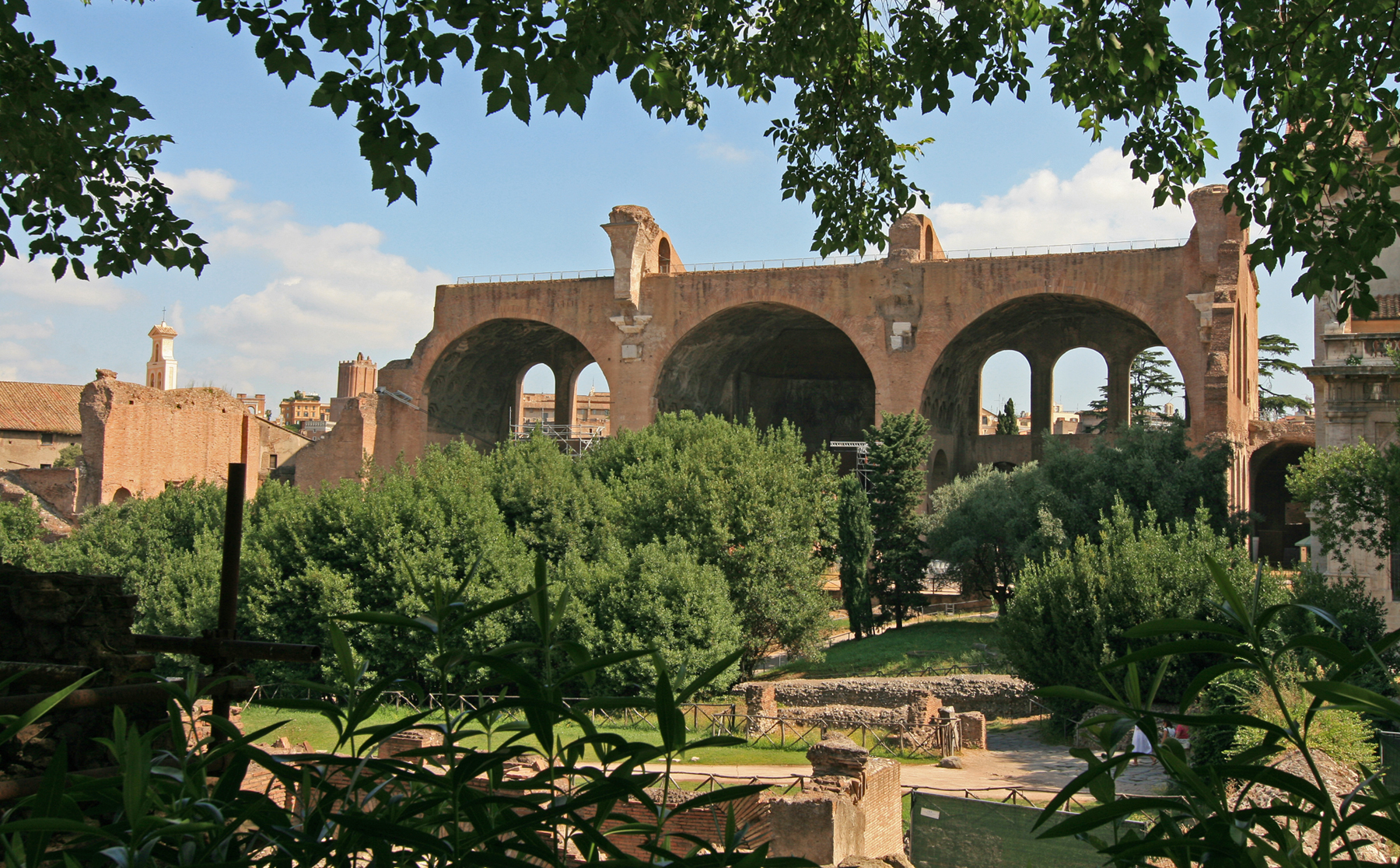
Vista de los grandes arcos.